# Leonel Bucca
Leonel Bucca (Esperanza, Provincia de Santa Fe, Argentina; 20 de marzo de 1999) es un futbolista argentino. Juega como mediocampista ofensivo y su primer equipo fue Unión de Santa Fe. Actualmente milita en Independiente Rivadavia de la Liga Profesional.

## Trayectoria

### Inicios en Unión de Santa Fe
Oriundo de Esperanza, Leonel Bucca se inició futbolísticamente en el club San Lorenzo de su ciudad natal para luego sumarse a las inferiores de Unión de Santa Fe en 2016. Comenzó jugando en 5.ª división y rápidamente fue promovido al plantel de Reserva.
A principios de 2020, gracias a sus destacadas actuaciones, estuvo muy cerca de dejar el club para irse a jugar al Loudoun United FC de los Estados Unidos pero finalmente el pase se cayó. Con la llegada de Juan Manuel Azconzábal a mediados de año, pasó a formar parte del plantel profesional, fue incluido en la lista de buena fe para la Copa Sudamericana y además firmó su primer contrato con el club. Su debut con la camiseta rojiblanca se produjo el 1 de noviembre: ese día, Bucca fue titular en el empate de Unión 0-0 ante Arsenal de Sarandí.

### Deportivo Riestra
Para el 2021, es cedido a préstamo a Deportivo Riestra para diputar el Campeonato de Primera Nacional 2021. Su debut con el club se produjo el 22 de marzo de ese mismo año en la derrota 3 a 0 frente a Tigre por el partido correspondiente a la segunda fecha del torneo.
Ese año con el equipo "blanquinegro", disputó 29 partidos, convirtiendo 1 gol y repartiendo 4 asistencias. 

### Retorno a Unión
En su vuelta al club santafesino, Bucca tuvo un rol secundario en el equipo. Disputó 16 partidos más, siendo titular solamente en 6, y anotó 1 gol en la derrota 2 a 1 frente a San Lorenzo de Almagro por la Liga Profesional.
Su paso por el "tatengue" lo finalizó con un gol convertido en 21 partidos.

### San Martín de Tucumán
Al no renovar con Unión, se une a San Martín de Tucumán para disputar el Torneo de Primera Nacional 2023.

### Estrela da Amadora
Tras finalizar su contrato con San Martín de Tucumán y tener varios sondeos, decide ir a tierras europeas y firmar por 18 meses con Estrela da Amadora de Portugal, siendo esta su primera experiencia en el viejo continente.

### Independiente Rivadavia
En junio de 2025 regresó a Argentina para sumarse a Independiente Rivadavia.

## Clubes
- Actualizado al 25 de julio de 2025

| Club | Div.                | Temporada           | Liga | Liga | Liga | Copa Nacional(1) | Copa Nacional(1) | Copa Nacional(1) | Copa Internacional(2) | Copa Internacional(2) | Copa Internacional(2) | Total | Total | Total |
| Club | Div.                | Temporada           | PJ   | G    | A    | PJ               | G                | A                | PJ                    | G                     | A                     | PJ    | G     | A     |
| --- | ------------------- | ------------------- | ---- | ---- | ---- | ---------------- | ---------------- | ---------------- | --------------------- | --------------------- | --------------------- | ----- | ----- | ----- |
| Unión Argentina                                                                                            | 1.ª                 | 2020                | -    | -    | -    | 5                | 0                | 0                | 0                     | 0                     | 0                     | 5     | 0     | 0     |
| Unión Argentina                                                                                            | 1.ª                 | 2022                | 7    | 0    | 0    | 8                | 1                | 0                | 1                     | 0                     | 0                     | 16    | 1     | 0     |
| Unión Argentina                                                                                            | Total               | Total               | 7    | 0    | 0    | 13               | 1                | 0                | 1                     | 0                     | 0                     | 21    | 1     | 0     |
| Deportivo Riestra Argentina                                                                                | 2.ª                 | 2021                | 29   | 1    | 4    | -                | -                | -                | -                     | -                     | -                     | 29    | 1     | 4     |
| Deportivo Riestra Argentina                                                                                | Total               | Total               | 29   | 1    | 4    | -                | -                | -                | -                     | -                     | -                     | 29    | 1     | 4     |
| San Martín (T) Argentina                                                                                   | 2.ª                 | 2023                | 29   | 3    | 3    | 2                | 0                | 0                | -                     | -                     | -                     | 31    | 3     | 3     |
| San Martín (T) Argentina                                                                                   | Total               | Total               | 29   | 3    | 3    | 2                | 0                | 0                | -                     | -                     | -                     | 31    | 3     | 3     |
| Estrela da Amadora Portugal                                                                                | 1.ª                 | 2023/24             | 15   | 1    | 0    | 0                | 0                | 0                | -                     | -                     | -                     | 15    | 1     | 0     |
| Estrela da Amadora Portugal                                                                                | 1.ª                 | 2024/25             | 30   | 2    | 0    | 2                | 0                | 0                | -                     | -                     | -                     | 32    | 2     | 0     |
| Estrela da Amadora Portugal                                                                                | Total               | Total               | 45   | 3    | 0    | 2                | 0                | 0                | -                     | -                     | -                     | 47    | 3     | 0     |
| Independiente (M) Argentina                                                                                | 1.ª                 | 2025                | 3    | 0    | 0    | 0                | 0                | 0                | -                     | -                     | -                     | 3     | 0     | 0     |
| Independiente (M) Argentina                                                                                | Total               | Total               | 3    | 0    | 0    | 0                | 0                | 0                | -                     | -                     | -                     | 3     | 0     | 0     |
| Total en su carrera                                                                                        | Total en su carrera | Total en su carrera | 113  | 7    | 7    | 17               | 1                | 0                | 1                     | 0                     | 0                     | 131   | 8     | 7     |
| (1) Incluye Copa de la Liga Profesional, Copa Argentina y Copa de Portugal. (2) Incluye Copa Sudamericana. |                     |                     |      |      |      |                  |                  |                  |                       |                       |                       |       |       |       |